# Luise Grimm (Malerin)
Luise Grimm (geb. Luise Paetow, verh. Umpfenbach-Paetow * 13. April 1900 in Berlin; † 10. Juni 1991 in Berlin) war eine deutsche Malerin.

## Leben
Luise Grimm stammte aus einer großbürgerlichen Familie und wuchs in einer Villa in Berlin-Zehlendorf auf. Sie erhielt ihre künstlerische Ausbildung 1916 bei Gertrud Nehring, 1918 bei Ernst Müller-Schönefeld, 1921 bei Hans Baluschek in der Lewin-Funcke-Schule in der Berliner Kantstraße und Hans Licht sowie von 1922 bis 1926 an der privaten Malschule des lettisch-deutschen Malers Johann Walter-Kurau. Mit Walter-Kurau, der unter seinem lettischen Namen Jānis Valters als einer der bedeutendsten Künstler Lettlands zählt, unternahm sie auch mehrere Sommerexkursionen.
Ab 1926 war sie als freischaffende Malerin in Berlin tätig. Sie gehörte dem Verein der Berliner Künstlerinnen an und beschickte von 1928 bis 1961 dessen Ausstellungen. 1944 verlor sie durch Bombardierung mit rund 200 Bildern fast ihr gesamtes Werk, blieb jedoch weiterhin künstlerisch aktiv. Das letzte Kriegsjahr finanzierte sie mit Blumen- und Porträtmalerei sowie organisatorischen Tätigkeiten für das Kunstamt Berlin-Kreuzberg. Von 1949 bis 1970 unterrichtete sie Malerei an der Volkshochschule in Kreuzberg. Zudem arbeitete sie aus finanziellen Gründen auch in verschiedenen Fabriken. Ab 1970 widmete sie sich dann nur noch der Malerei.
Sie war von 1931 bis 1939 mit dem Diplom-Ingenieur Karl Joachim Umpfenbach verheiratet. Nach der Scheidung ehelichte sie 1944 den Maler Peter Grimm (* um 1889; † 1963).
1986 wurde Luise Grimm der Kreuzberger Kunstpreis zuerkannt. Die Laudatio hielt Helmut Börsch-Supan.
Anlässlich ihres hundertsten Geburtstages wurde im Jahr 2000 in der Fichtestrasse 2 in Kreuzberg, wo Grimm ab Mitte der Sechziger Jahre bis zu ihrem Tode wohnte und ein Atelier hatte, das Luise Grimm Museum eröffnet.
2006 schloss das Museum wegen des Verkaufs der Immobilie. Zuvor hatten dort Martin Sperlich, Alessandro Mendini u. a. Ausstellungen mit Werken Grimms kuratiert.
Seitdem befindet sich der Nachlass in amerikanischem Privatbesitz.

## Werke (Auswahl)
- Tanzstudien nach Mary Wigman
- Porträt-Studie Herwarth Walden
- Zyklus „Die Anklage“, 1945, 13 Zeichnungen, Darstellungen des Berliner Nachkriegselends
- Darstellung von Häuserwänden (ohne Titel), 1959, Aquarell, 36 × 49 cm, FHXB Friedrichshain-Kreuzberg Museum

## Ausstellungen
- 1945: Atelier Peter und Luise Grimm, Berlin
- 1952: Luise Grimm, Bilder und Zeichnungen, Kunstamt Kreuzberg (Kunstraum Kreuzberg/Bethanien), Berlin
- 1965: Friedrich von Raumer-Bibliothek, Berlin
- 1970: Friedrich von Raumer-Bibliothek, Berlin
- 1979: Galerie Dorsch, Berlin
- 1983: Luise Grimm Eins, Galerie Franz Mehring, Berlin
- 1985: Luise Grimm Bilder aus dem Grenzbereich, St. Markus Nied, Frankfurt
- 1985: Matthäuskirche an der Nationalgalerie, Berlin
- 1985: Luise Grimm Handzeichnungen und Druckgrafik 1919–1979, Villa Ichon, Bremen
- 1986: Luise Grimm Neue Bilder, Restaurierungsatelier Ruthenberg von Klein, Berlin
- 1986: Luise Grimm Kean Zyklus, Renaissance-Theater Berlin
- 1986: Luise Grimm Neue Bilder, Hauptverwaltung der Deutschen Bundesbahn, Frankfurt
- 1990: Luise Grimm vom Leben der Farben, Kunstamt Kreuzberg (Kunstraum Kreuzberg/Bethanien), Berlin
- 2000: Luise Grimm Museum Berlin
- 2001: Luise Grimm Important Work, Kurator: Alessandro Mendini, Luise Grimm Museum Berlin
- 2002: Luise Grimm Bilder + Zeichnungen, Kurator: Martin Sperlich, Luise Grimm Museum Berlin
- 2004: Luise Grimm Arbeiten, Luise Grimm Museum Berlin
- 2005: Luise Grimm Kaleidoskop
- 2005: Luise Grimm Museum Berlin
- 2006: Luise Grimm Laboratorium-Malerei im XX. Jahrhundert
- 2006: Luise Grimm Museum Berlin
- 2007: Luise Grimm Sichten
- 2007: Luise Grimm Museum Berlin

## Ausstellungsbeteiligungen (Auswahl)
- 1924: Juryfreie Kunstausstellung, Berlin
- 1925: Juryfreie Kunstausstellung, Berlin
- 1926: Unabhängige Berliner Kunstausstellung
- 1929: Verein der Berliner Künstlerinnen, Berlin
- 1929: Allgemeine Unabhängige Ausstellung, Berlin
- 1929: Juryfreie Kunstausstellung, Berlin
- 1929: Die Frau von heute, Berlin
- 1930: Verein der Berliner Künstlerinnen, Berlin
- 1931: Verband Wilmersdorfer Künstler, Berlin
- 1932: Verband Wilmersdorfer Künstler, Berlin
- 1934: Verein der Berliner Künstlerinnen, Galerie Nierendorf, Berlin
- 1945: Erste Friedensweihnacht, Berliner Kulturkollektiv
- 1946: Kreuzberger Künstler, Kunstamt Kreuzberg (Kunstraum Kreuzberg/Bethanien), Berlin
- 1951: Das gute Bild im schönen Heim, Berlin
- 1951: Kreuzberger Maler, Volksbücherei Dudenstraße, Berlin
- 1952: Juryfreie Kunstausstellung, Berlin
- 1952: Weihnachtsausstellung der Berliner Künstler, Schloss Charlottenburg
- 1956: Große Berliner Kunstausstellung
- 1960: Ausstellung Rathaus Kreuzberg
- 1961: Ausstellung 61 Rathaus Kreuzberg
- 1962: Juryfreie Berliner Kunstausstellung
- 1962: Grafik 62, Rathaus Kreuzberg
- 1964: Stadtbücherei Kreuzberg
- 1966: Kreuzberger Künstler, Kunstamt Kreuzberg (Kunstraum Kreuzberg/Bethanien), Berlin
- 2014: Hängen und Ordnen. Eine Bestandsaufnahme der Kunstsammlung des Kunstraum Kreuzberg/Bethanien